# Квінт Волузій Сатурнін (консул 92 року)
Квінт Волузій Сатурнін (? — після 92) — державний діяч Римської імперії, консул 92 року.

## Життєпис
Походив з роду нобілів Волузіїв. Син Квінта Волузія Сатурніна, консула 56 року. Про діяльність мало відомостей. Був прихильником династії Флавіїв. Втім значної ваги у державі не мав. У 92 році став консулом разом з імператором Доміціаном. Під час своєї каденції сприяв підготовці римської армії до війни з Дакією. Подальша доля невідома.